# 305661 Joejackson
305661 Joejackson este o planetă minoră (asteroid) din centura de asteroizi. A fost descoperită pe 29 ianuarie 2009 la Observatorio de Calar Alto⁠(d) de Felix Hormuth⁠(d). 
Obiectul prezintă o orbită caracterizată de o semiaxă mare de 2,397136316764 UAi, o excentricitate de 0,2, o înclinație de 1,1 ° în raport cu ecliptica.